# Tréméoc
Tréméoc es una comuna francesa situada en el departamento de Finisterre, en la región de Bretaña.

## Demografía
| 576 | 486 | 443 | 620 | 729 | 821 | 1453 |
| Para los censos de 1962 a 1999 la población legal corresponde a la población sin duplicidades (Fuente: INSEE [Consultar]) |     |     |     |     |     |      |